# اندرسون (نیوجرسی)
اندرسون (به انگلیسی: Anderson) یک منطقهٔ مسکونی در ایالات متحده آمریکا است که در Mansfield Township واقع شده‌است. اندرسون ۲٫۴۴۵ کیلومتر مربع مساحت و ۳۴۲ نفر جمعیت دارد و ۱۵۳ متر بالاتر از سطح دریا واقع شده‌است.